# جبل هيه

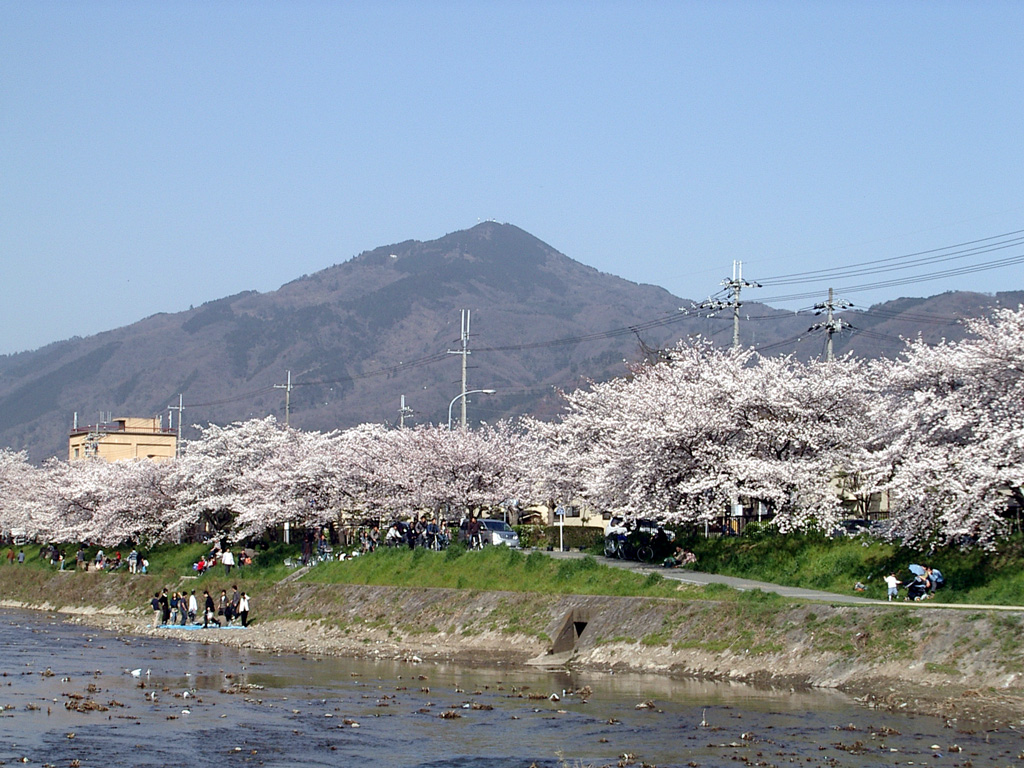
أزهار الساكورا على سفح جبل هيه.

جبل هيه (باليابانية: 比叡山 هيه زان) هو جبل يقع جنوب شرقي مدينة كيوتو على الحدود بين محافظتي شيغا وكيوتو، اليابان. يبلغ ارتفاع الجبل 848.1 متر.
تم تأسيس معبد إنرياكو-جي أول معبد يتبع مذهب تنداي في البوذية على قمة الجبل من قبل الراهب سايتشو عام 788 في أواخر فترة نارا. تم إعادة إعمار المعبد على يد أودا نوبوناغا عام 1571 ليعلن ظهور قوة محاربي التنداي (سوهيه) وما زال يشكل مركز مذهب التنداي حتى اليوم.

## جبل هيه في الفلكلور
تم تمثيل جبل هيه في الفلكلور عبر العصور. حيث اعتقد في البداية أنه منزل سكن شياطين الشنتو على الرغم من أنه معروف بالرهبان البوذيين.

## وصلات خارجية
- Holly Schmid: Marathon Monks of Mount Hiei
- Photos of Mount Hiei and the three precincts of Enryakuji Temple
- Mt. Hiei Area JAPAN : the Official Guide